# Papir- og papirmasseindustri
Papir- og papirmasseindustri består af de virksomheder, der benytter træ som råmateriale til produktion af papirmasse, papir, karton og andre cellulose-baserede produkter.